# Cacimba de Dentro (kommun)
Cacimba de Dentro är en kommun i Brasilien.   Den ligger i delstaten Paraíba, i den östra delen av landet, 1 700 km nordost om huvudstaden Brasília. Antalet invånare är 16 755.
Följande samhällen finns i Cacimba de Dentro:
- Cacimba de Dentro

Omgivningarna runt Cacimba de Dentro är huvudsakligen savann. Runt Cacimba de Dentro är det ganska tätbefolkat, med 120 invånare per kvadratkilometer.